# Битва при Мантинее (207 до н. э.)
Битва при Мантинее произошла в 207 году до н. э. между войсками ахейского стратега Филопемена и армией спартанского правителя Маханида.

## События, предшествовавшие битве
Спарта по окончании Клеоменовой и Союзнической войн оставалась враждебной Ахейскому союзу и выступила союзником Рима во время Первой Македонской войны. В 211 году до н. э. в Спарте пришёл к власти тиран Маханид, который вёл войну против ахейцев: в 209 году до н. э. он захватил Тегею, в 208 году до н. э. он атаковал Аргос и Элиду во время Олимпийских игр. Маханид располагал хорошо вооружённой армией, имевшей большое количество метательных орудий, и угрожал ахейским владениям на Пелопоннесе.
Филопемен, ещё будучи начальником конницы Ахейского союза, предпринял активные меры по усилению военной мощи Союза. Являясь стратегом Союза в 208/207 годах до н. э., он выступил против Спарты, прибыв почти со всеми наличными войсками Союза в Мантинею.

## Ход битвы
Маханид, будучи уверенным в своих силах, при получении сведений, что ахейские войска собрались в Мантинее, начал выдвигаться против них из Тегеи. Он вёл фалангу на правом фланге, наёмников разместил по обеим сторонам авангарда, а позади основной массы войск двигались повозки с метательными машинами.

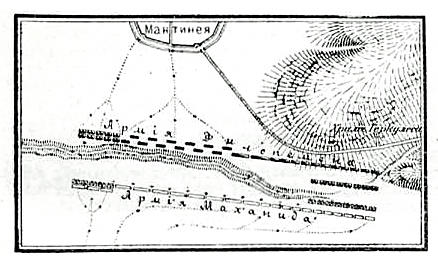
Схема боя из статьи «Мантинея»
(«Военная энциклопедия Сытина»)

Филопемен выступил навстречу, разделив армию на три части. Легковооружённые заняли высокий холм перед Мантинеей, за ними Филопемен поставил панцирных воинов и иллирийцев. Позади них он выстроил разделённые на отряды ахейскую фалангу вдоль канавы. На правом крыле он поставил ахейскую конницу под командованием Аристенета. Левое крыло занял сам Филопемен со всеми наёмниками. Войска Филопемена и Маханида разделяла канава. Если бы Маханид решился на атаку, канава затруднила бы ему продвижение вперёд, а если бы он отказался от сражения, то Филопемен и без боя одержал бы победу.
Войска противников встретились в 7 стадиях к югу от города. Маханид, заметив врага, вначале вёл фалангу против правого крыла ахейцев, но затем повернул своё войско вправо, растянул правое крыло так, чтобы оно сравнялось по длине с левым крылом ахейцев, и выставил впереди по всех линии катапульты.
Филопемен, не давая возможности спартанцам обстреливать ахейскую фалангу из катапульт, приказал тарентинцам немедленно их атаковать. Маханид был вынужден сделать то же самое, направив против ахейцев своих тарентинцев. К сражающейся коннице начали постепенно присоединяться легковооружённые воины со всех сторон, пока в сражении не оказались вовлечены наёмники с обеих сторон.
Поначалу бой шёл на равных, но затем наёмники Маханида начали брать верх. Иллирийцы и панцирные воины не выдержали натиска и обратились в бегство, было смято и левое крыло ахейцев. Маханид не воспользовался смятением врага, чтобы ударить на ещё не принимавшие участия в битве войска ахейцев, а вместо этого продолжил преследование бегущих отрядов противника.
Филопемен, видя бегство своих наёмных отрядов, не дал приказа к отступлению. Наоборот, ахейская пехота двинулась вперёд, заняв поле боя и зажав прошедшие мимо отряды противника между собой и городом. Филопемен приказал Полибию собрать уцелевших иллирийцев, панцирных воинов и наёмников, занять позиции позади фаланги и дожидаться возвращения спартанцев из погони.
Спартанская фаланга, которую воодушевила победа легковооружённых, не дожидаясь приказа двинулась на основные ахейские силы и достигла широкой канавы, отделяющей их от ахейцев. Спартанцы с ходу начали преодолевать канаву и расстроили этим свои ряды. Воспользовавшись этим, на спартанцев обрушилась ахейская фаланга.
Спартанцы понесли огромные потери как от ахейцев, так и от возникшей давки, когда на входящих в канаву воинов задних рядов спартанской фаланги начали валиться опрокинутые ряды уже переправившихся пехотинцев. После возникшей резни спартанская пехота обратилась в бегство, преследуемая ахейцами.
Маханид, увидев бегство основной своей армии и то, что он отрезан от спасения, прекратил гнать врага, собрал вокруг себя своих воинов и попытался прорваться через массу ахейцев. Пробившись до самой канавы, он увидел, что мост через неё захвачен врагом, и поскакал вдоль канавы, ища место для переправы.
Филопемен узнал Маханида по его богатым доспехам и убранству его лошади и вместе с щитоносцами напал на спартанского тирана, лошадь которого перескочила канаву. Филопемен ударил Маханида копьём и убил на месте.

## Последствия битвы
Маханид пал в бою, его войско потеряло не менее четырёх тысяч воинов убитыми и ещё больше — пленными, а также лишилось обоза и всех припасов. Ахейцы понесли потери гораздо меньшие. Сразу после битвы они захватили Тегею и вторглись в Лаконику, разорив её и опустошив.
Победа ахейцев над спартанцами не стала решающей. К власти в Спарте вскоре пришёл Набис, который через несколько лет продолжил войну против Ахейского союза.